# フランク・シーラン
フランク・シーラン（Frank Sheeran、本名：フランシス・ジョセフ・シーラン（Francis Joseph Sheeran）、1920年10月25日 - 2003年12月14日）、通称アイリッシュマン（The Irishman）は、マフィアとの繋がりを指摘されたことで知られるアメリカの労働組合の役員。
全米トラック運転手組合 (IBT) の第326支部の支部長という幹部職にあり、同組合にマフィアが介在していた問題の第一人者であった。1980年に暴行を伴う恐喝容疑で有罪判決を受け、32年の刑を宣告され、13年服役した。
2004年に、シーランの告白に基づいた、彼を主人公としたノンフィクション作品『I Heard You Paint Houses（直訳：私はあなたが家の壁を塗ると聞いた）』がチャールズ・ブラントによって出版された。この中で記述されたジミー・ホッファとジョーイ・ギャロを殺したというシーランの自白の事実性は争われている。2019年、この本を原案とし、監督はマーティン・スコセッシ、主役のシーランをロバート・デ・ニーロが演じた映画『アイリッシュマン』が公開された。

## 経歴

### 生い立ち
シーランは、ペンシルベニア州ダービーにて下位の労働者階級である住宅塗装業の父トーマス・フランシス・シーラン・ジュニアとメアリー・アグネス・ハンソンの間に生まれた。父はアイルランド系のカトリック教徒であり、母はスウェーデン人であった。

### 第二次世界大戦
1941年8月、シーランは陸軍に入隊し、ミシシッピ州ビロクシの近くで基礎訓練を行った後、憲兵隊に配属された。真珠湾攻撃後は、ジョージア州フォートベニング基地で行われた陸軍空挺部隊の訓練にも志願した。肩を脱臼した後は、「サンダーバード」や「キラー師団」として知られる第45歩兵師団に配属された。1943年7月14日、シーランは北アフリカへと派兵された。

#### 戦闘任務
シーランは411日間に渡り、戦闘任務に従事した（平均は約100日間であるため、これはかなり長期である）。最初の戦闘はイタリア戦線であり、これにはシチリア島攻略（ハスキー作戦）やサレルノ上陸作戦（アヴァランチ作戦）、アンツィオの戦いを含んでいる。その後もドラグーン作戦やドイツ本国侵攻にも参加した。

#### 戦争犯罪
シーランは兵役任務が、後に冷静に人を殺すことに寄与したという。彼は、ハーグ陸戦条約やジュネーブ条約の違反にあたる、ドイツ兵捕虜に対する虐殺や裁判抜きの処刑を幾度も行っていたことを明かした。チャールズ・ブラントは彼らから聞いた違法行為について下記の4種類に分けて説明した。
1. 戦闘中の報復殺人。シーランがブラントに語ったことによると、投降してきたドイツ兵が友人を殺した相手であったならば、「彼も地獄に送る」という。また、仲間の"GI"（アメリカ兵のこと）も同様のことを行っていたところをしばしば目撃したという[8]。
2. 任務中の部隊長からの命令。マフィアとして最初の殺人事件について説明する時に、シーランは次のように思い出しながら語った。「上官がドイツ人捕虜数人を列の後ろに連れていき、『急いで戻れ』と言った時のようだった。すべきことをした」[11]
3. ダッハウ強制収容所における看守や収容所の運営に協力していた囚人に対する報復殺人[12]（ダッハウの虐殺）。
4. ドイツ人捕虜の理性的判断を欠落させる試み。シーランの部隊がハルツ山地を行軍中、山腹にて食料を運ぶドイツ国防軍のラマによる輸送隊と遭遇した。狼狽する女性料理人は放置され、その後、シーランは仲間たちと「好きな物を食べ漁り、残りは排泄物で汚した」という。その後、ドイツ兵にシャベルを渡し、「自分の墓を掘る」ように命令した。シーランは彼らが抵抗することなく、それを行ったと冗談めかして言い、おそらくシーランとその仲間は相手を精神的に操ることを狙っていた。結局、ドイツ兵は射殺され、自分が掘った穴に埋められた。シーランは「自分がすべきことをためらうことはなかった」と説明した[9]。

### 退役後
1945年10月24日、シーランは陸軍を除隊し、後に25歳の誕生日の前日であったと回顧している。その後、アイルランド移民のメアリー・レディと結婚し、メアリアン、ドロレス、ペギーの3人の娘に恵まれたが、1968年に離婚している。その後、シーランはアイリーン・グレイと再婚し、新たに娘コニーが生まれる。

### マフィアとの関係と全米トラック運転手組合
兵役後、シーランは食肉配達のトラック運転手となった。1955年にマフィア幹部のラッセル・ブファリーノがトラック修理の手伝いを申し出てきたことを縁に関係を持ち、シーランは彼の配達の仕事も受け持つようになる。さらに、アンジェロ・ブルーノのソルジャー（マフィアの階級）であるビル・ディスタニスロアが経営していたペンシルベニア州シャロン・ヒルにあるバーからも仕事を受けていたと伝えられる。
シーランの最初の殺人はデラウェア州のキャデラック・リネンサービスを10,000ドルで破壊することを依頼してきたギャングスターのウィスパーズ・ディトゥリオであった。実はキャデラック・リネンサービスにはブルーノが多額の出資をしており、そうとは知らなかったシーランは、デラウェア州での準備中に発見され、尋問のために連行されてしまった。激怒するブルーノに対し、ブファリーノは説得してシーランを助命させ、代わりに報復としてディトゥリオを殺すよう命じさせた。
1972年4月7日に、Umberto's Clam Houseでジョーイ・ギャロが単独の狙撃犯に暗殺されたが、これもシーランが行った疑いがあった。
ブファリーノはシーランを全米トラック運転手組合 (IBT) の長ジミー・ホッファに紹介した。シーランはホッファの親友となり、また私兵としても扱われた。これには、反抗的なIBT組合員やIBTの縄張りを脅かすライバル組合の者の暗殺も含まれている。シーランによれば、彼がホッファと最初に話したのは電話であり、ホッファは「（君は）家にペンキを塗ると聞いた」と最初に述べたという（これは銃撃によって標的の血痕が壁に広がることを暗喩している）。その後、シーランはデラウェア州ウィルミントンにある第326支部の支部長となった。
1972年、シーランは1967年に第107支部の前で銃撃されて暗殺されたロバート・デジョージの一件で殺人罪で起訴された。しかし、これは裁判進行が早く稚拙であるというシーランの抗議により起訴は取り下げられた。他にも1976年にフィラデルフィアの労働組合員であるフランシス・J.マリノが殺害された件や、デラウェア州ニューキャッスルの酒場にて殺されたフレデリック・ジョン・ガウロンスキーの一件にも関わっていると言われる。

### 晩年
1980年7月、ニュージャージー州ハッケンサックのユージーン・ボッファ・シニアが管理する派遣事業に関わる容疑で、ほか6人と共に起訴された。同年10月31日にシーランは11人の労働者に対する暴行罪で有罪となった。32年の懲役刑が宣告され、13年服役した。
2003年12月14日、ペンシルベニア州ウエストチェスターの老人ホームにて癌で死亡する。83歳。遺体はペンシルベニア州イードンのホーリークロス墓地に埋葬された。

## ホッファの死について
シーランの告白を元としたノンフィクション作品『I Heard You Paint Houses（直訳：私はあなたが家の壁を塗ると聞いた）』において、著者のチャールズ・ブラントは、シーランがホッファ殺害を告白したと述べている。ブラントの主張によれば、チャッキー・オブライエンが、シーランとホッファ、また仲間のギャングであるサルブリグリオをデトロイトの家に連れて行ったという。オブライエンとブリグリオが車に待機している間、シーランとホッファが家の中に入り、シーランは後ろから後頭部に2発、銃弾を撃ち込んだ。その後、ホッファの遺体は火葬されたと聞いたとシーランは答えたという。
シーランが殺人を行ったと明かしたデトロイトの家で見つかった血痕は、ホッファのDNAと一致しないと判断された。
FBIはシーランが事件に関わっていたかの捜査を続けており、最新の科学捜査によって血液と床板の再テストを行っている。2018年11月27日にFOXで放送されたホッファの失踪に関するドキュメンタリー番組では、FBIは最新のテスト結果について尋ねられたときに、ノーコメントと答えている。

## 伝記映画
マーティン・スコセッシはシーランの人生と彼のホッファ殺害への関与の疑いについて映画とすることに長年興味を抱いていた。そして2019年に彼が監督を務めた『アイリッシュマン』が公開された。スティーヴン・ザイリアンが脚本兼共同プロデューサー、主役のシーランをロバート・デ・ニーロが演じ、他にホッファをアル・パチーノ、ブファリーノをジョー・ペシが演じる。本作は2019年9月27日にニューヨーク映画祭にて世界初公開され、11月1日にリリース、及び11月27日にNetflixにてデジタルストリーミングで配信された。